# Monviso
Il Monviso (Viso [ˈvizʊ] in piemontese, Vísol [ˈvizʊl] in occitano, 3 841 m s.l.m.) — detto anche Re di Pietra — è la montagna più alta delle Alpi Cozie e dell'omonimo gruppo montuoso, compreso nella sottosezione delle Alpi del Monviso, in Piemonte. Conosciuto anche perché ai suoi piedi (Pian del Re) si trova la sorgente del fiume Po, il corso d'acqua più lungo d'Italia, dal 29 maggio 2013 è diventato patrimonio dell'UNESCO come riserva della biosfera transfrontaliera con la Francia, inoltre dal 2016 esso fa parte del Parco Naturale del Monviso sul settore italiano, mentre su quello francese insiste il parco naturale del Queyras. Con una prominenza di 2 062 metri, la decima dell'intero arco alpino e la ventitreesima in tutta Europa, la montagna è ben visibile dalla Pianura Padana occidentale per via della sua forma piramidale e la sua altezza di oltre 500 metri superiore ai picchi circostanti.

## Etimologia

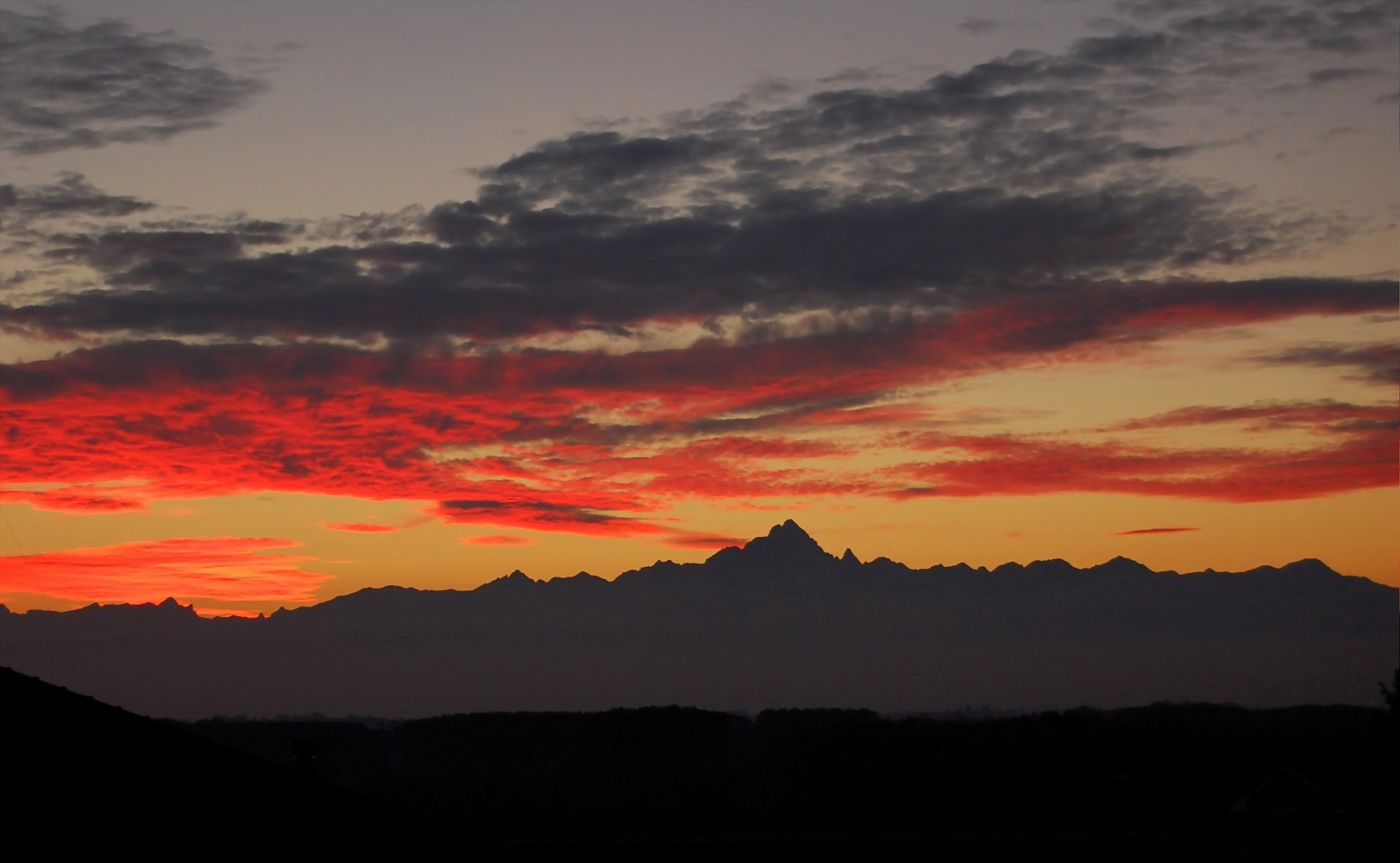
Sagoma del Monviso al tramonto vista da Bra

Il nome Monviso deriva dal latino Mons Vesulus. Il termine Vesulus deriverebbe a sua volta dalla radice ves indoeuropea usata per indicare un'altura; in definitiva il nome Mons Vesulus significa montagna ben visibile (che la rende sicuro punto di riferimento per il viaggiatore) e isolata, come è il Monviso. Infatti, guardandolo dalla Pianura Padana, la sua forma piramidale si erge imponente quasi dal nulla, rendendo il Monviso visibile e riconoscibile anche da grandi distanze.

## Caratteristiche

### Morfologia

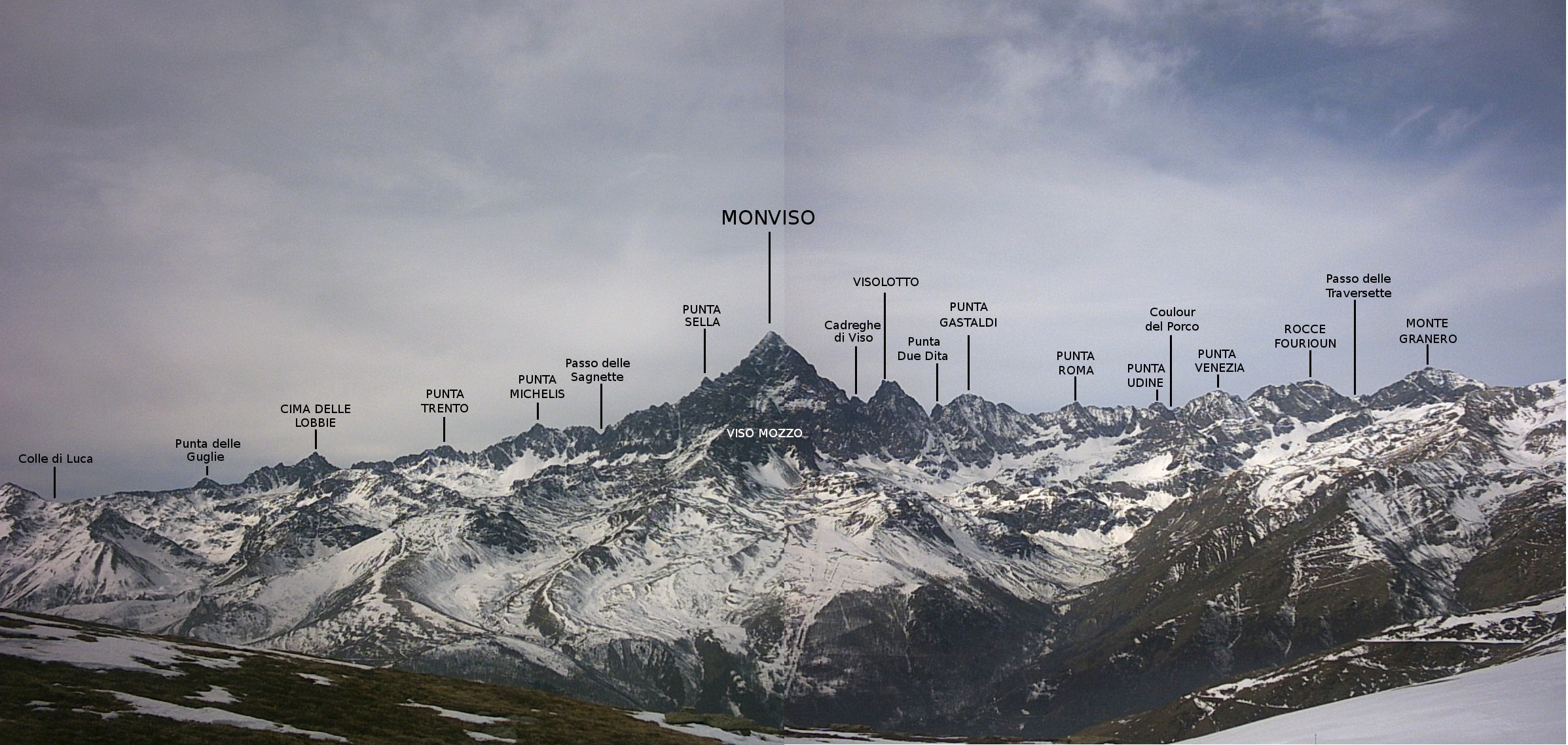
Panoramica del gruppo del Monviso da Est, con indicazione dei principali punti notevoli della cresta

(Quintino Sella, Una salita al Monviso. Lettera a Bartolomeo Gastaldi)
La vetta del Monviso, essendo al di qua della linea di separazione delle acque, si trova interamente in territorio italiano (a 2 km dal confine francese), così come quasi tutto il resto del gruppo, mentre parte della cresta settentrionale del gruppo stesso, da Punta Gastaldi al Colle delle Traversette, sono sul confine con la Francia. Il gruppo è contornato dalle seguenti valli: valle Po, valle Varaita e, dal versante francese, valle del Guil.
La vetta sorge su una dorsale principale orientata in direzione circa nord-sud. Partendo dal monte Granero, la dorsale passa per il colle delle Traversette, le rocce Fourioun, punta Venezia, punta Udine, punta Roma, punta Gastaldi e il Visolotto, per poi salire omogeneamente fino alla vetta. Questa è costituita da due punte separate: punta Nizza, più settentrionale e più bassa, e punta Trieste, più meridionale, il punto di massima elevazione (3 841 m). I nomi delle due punte furono assegnati con riferimento alle due città principali agli estremi della catena alpina. Dalla vetta, la cresta principale scende verso sud, passando per la punta Sella e la punta Barracco fino al passo delle Sagnette; da qui procede ancora nella stessa direzione verso punta Michelis e il passo di San Chiaffredo, per poi proseguire verso il passo dei Duc e la cima delle Lobbie, dove si può dire che termini il gruppo. Dalla vetta dirama in direzione sud-sud-ovest una cresta secondaria, che passando per i torrioni SARI arriva al viso di Vallanta; da qui discende nella stessa direzione, con diverse punte successive (punta Corsica, punta Caprera, rocce di Viso) e con alcune punte su sottocreste secondarie (punta Fiume, triangolo della Caprera), fino a digradare nel vallone di Vallanta.

#### Origine dei nomi
Quasi tutte le vette del gruppo del Monviso non avevano nomi tradizionali. Molti dei nomi odierni furono attribuiti all'inizio del XX secolo dal professor Ubaldo Valbusa. Lo studioso, fervente patriota, pensò di attribuire alle vette del gruppo del Monviso i nomi di città italiane (o allora considerate tali) o comunque di glorie d'Italia. Da qui nascono nomi come punta Trieste, punta Fiume, punta Malta, punta Venezia, dedicate a città considerate italiane; punta Dante, dedicata al poeta Dante Alighieri; punta Gastaldi, dedicata al geologo Bartolomeo Gastaldi; punta Sella, dedicata a Quintino Sella, e punta Barracco, dedicata a Giovanni Barracco, componenti della prima ascensione italiana al Monviso del 1863.

### Il Po
Come detto, il monte è particolarmente famoso anche al di fuori del territorio regionale perché ai suoi piedi, e precisamente al Pian del Re, in alta valle Po, ha la sorgente il fiume Po, il più lungo d'Italia. La sorgente ha origine dai suoi ghiacciai sopraelevati (ormai in evidente fase di ritiro) e dai numerosi laghi interconnessi posti più in basso alle sue pendici (Fiorenza, Grande, Superiore e Chiaretto), le cui acque si raccolgono al Pian del Re, dando origine a un torrente che già dalla sorgente ha una portata non trascurabile.

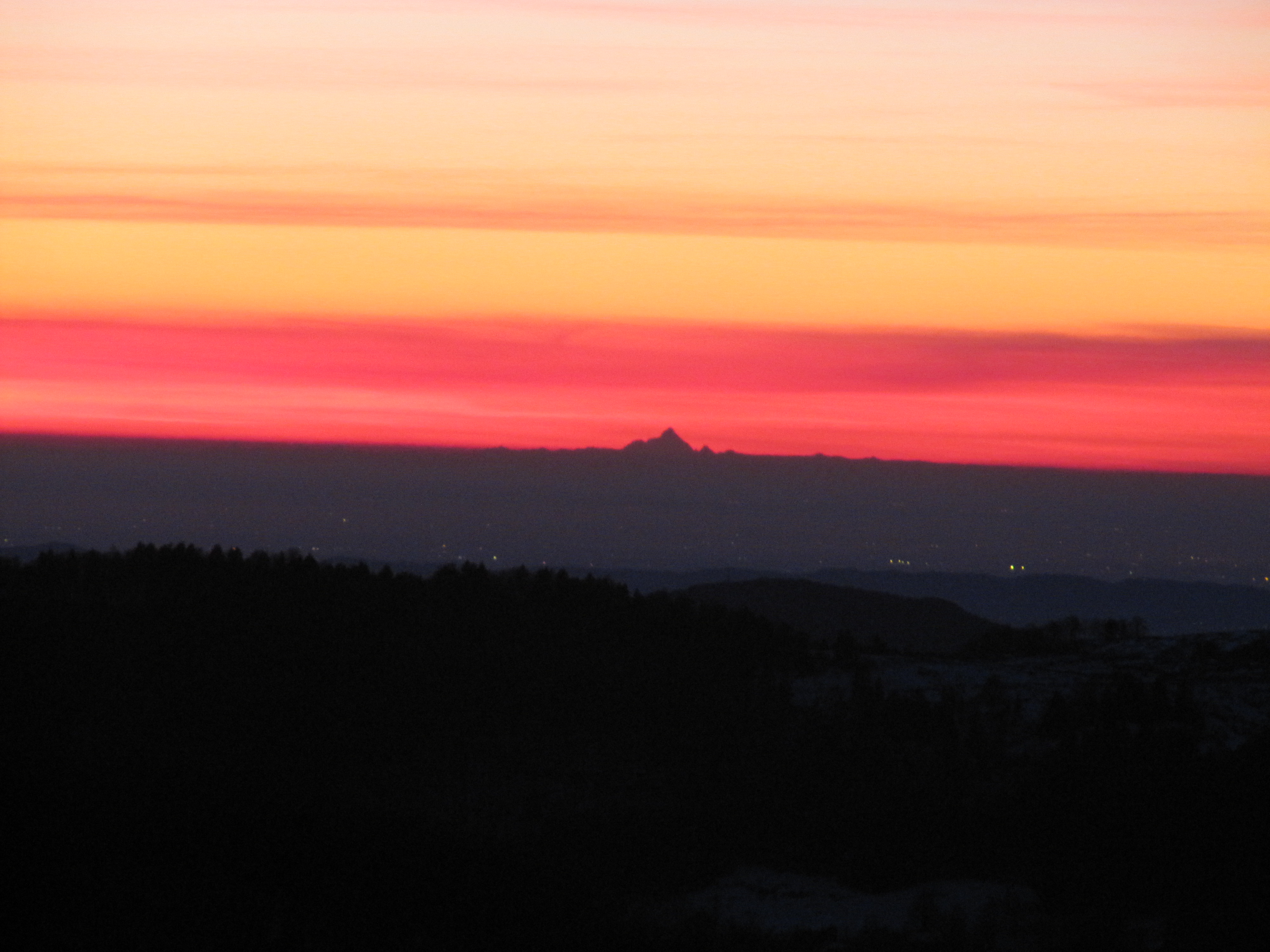
Vista del Monviso al tramonto da San Giorgio della Lessinia (VR), ad oltre 300 chilometri di distanza.

### Visibilità
Il Monviso domina l'intero arco alpino del Piemonte meridionale e la pianura sottostante, da Cuneo a Saluzzo, da Savigliano fino a Torino e oltre. Dalla Versilia è stato fotografato nel febbraio 2021 e in giornate particolarmente limpide è visibile dalle guglie del Duomo di Milano. La sua riconoscibilità è legata più alla forma e all'isolamento che all'altezza assoluta; infatti, nel solo territorio piemontese, è superato in quota sia da parecchie vette del massiccio del Monte Rosa (Punta Dufour, Punta Giordani ecc.) sia da diverse punte del massiccio del Gran Paradiso.

### Clima

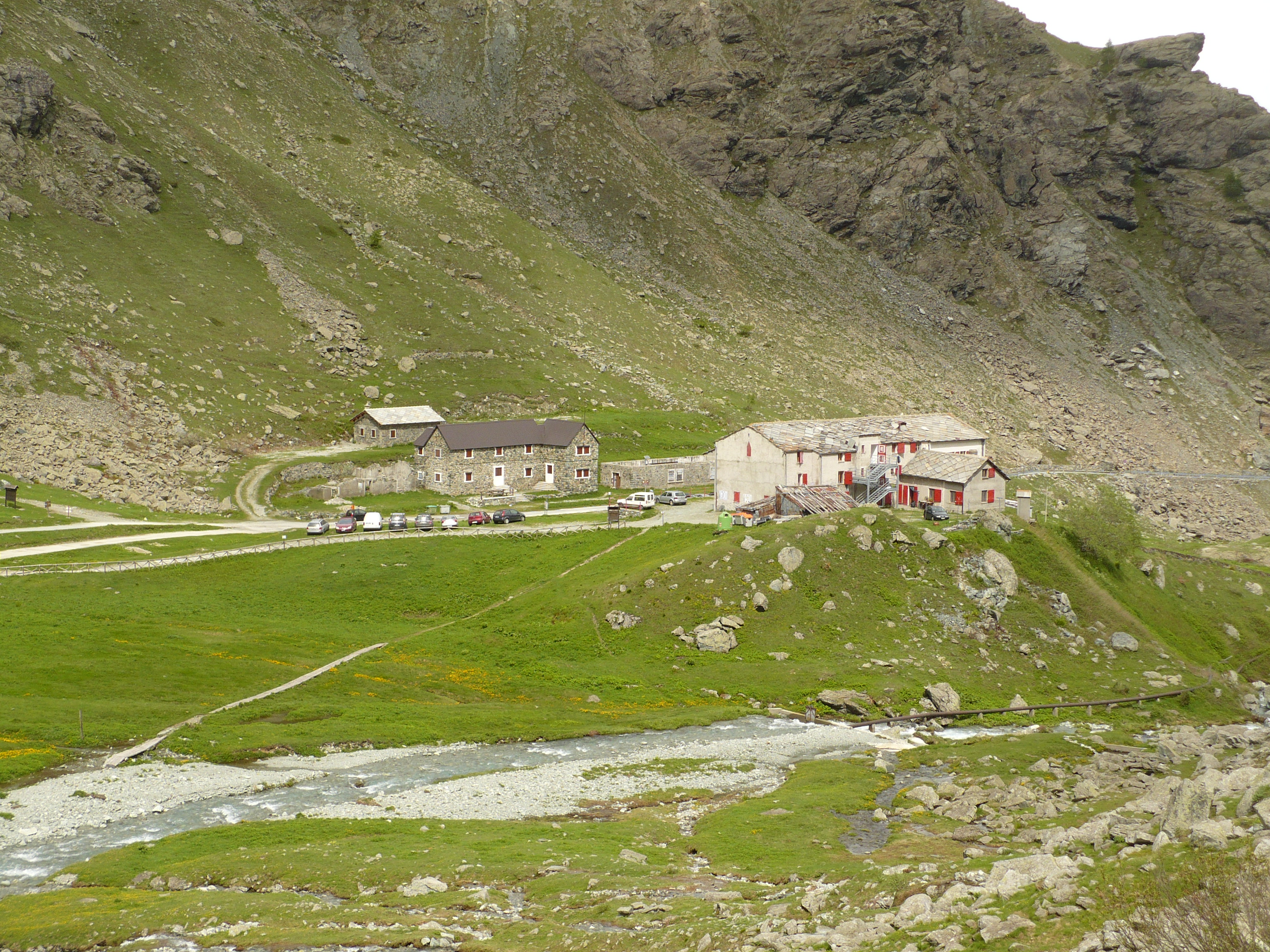
Pian del Re, sorgenti del Po

Per la sua morfologia e posizione, il Monviso sembra "attirare" le nebbie della pianura. Molto spesso la montagna risulta avvolta dalle nebbie fin dalla tarda mattinata, anche in giornate di generale bel tempo.

### Geologia
Dal punto di vista geologico, la montagna appartiene alla serie a facies piemontese del Trias-Giura (zona delle pietre verdi di Gastaldi): in particolare, è costituita da rocce metamorfiche (prasiniti, anfiboliti, eclogiti, metagabbri, metaporfiriti e metadiabasi). Il principale sistema di fratturazione immerge circa parallelo al versante occidentale.

## Storia alpinistica
La prima esplorazione del territorio attorno al Monviso di cui si ha notizia è quella guidata dall'abate milanese Valeriano Castiglione nel 1627. Tale escursione, partita dalla pianura saluzzese, raggiunse il lago Chiaretto (2 261 m) e fu organizzata a fini scientifici per misurare in modo rudimentale l'altezza di quella montagna: la misurazione rilevata fu di circa 1 664 metri sopra il lago Chiaretto, corrispondente a 3 925 m sul livello del mare, abbastanza prossima al valore reale.
Il primo serio tentativo di scalare il Monviso fu compiuto il 24 agosto del 1834 dal saluzzese Domenico Ansaldi, di professione geometra. L'impresa, un'iniziativa del tutto personale e priva di qualsiasi supporto esterno, per poco non gli riuscì: Ansaldi arrivò infatti fino alla quota di circa 3 700 m ma, a causa di un macigno enorme giudicato insormontabile e soprattutto della nebbia, fu indotto a tornare indietro e rinunciare.
L'ascensione alla vetta fu compiuta per la prima volta con successo dai più organizzati William Mathews, Frederick Jacomb, Jean-Baptiste Croz e Michel Croz il 30 agosto 1861; Mathews, Michel Croz e i signori Bonney e Hawkshaw avevano fatto un altro tentativo l'anno precedente (1860) ma il progetto era fallito a causa del maltempo.
La comitiva partì dalla frazione Castello di Pontechianale (1 605 m), in valle Varaita, il 29 agosto. Tale punto di partenza venne preferito rispetto al più elevato Pian del Re (2 020 m), in valle Po, in quanto allora la strada terminava molto più in basso al paese di Crissolo (1 300 m) e inoltre il versante della val Varaita permette di aggirare completamente il delicato colle delle Sagnette (2 991 m). Dopo aver imboccato a nord-est il vallone di Vallanta (vallata secondaria della val Varaita) deviarono presso i Laghi delle Forciolline e pernottarono poco lontano dall'attuale bivacco Boarelli (2 835 m). L'indomani partirono prima dell'alba, alle 04:30, e conquistarono la vetta alle ore 09:20 dopo essere passati sotto al colle delle Sagnette e scalato la parete Sud.
La prima salita del Monviso è stata, tuttavia, messa in dubbio. Lo studioso francese Olivier Joseph ha infatti dimostrato che la cima del monte è stata molto probabilmente raggiunta oltre un secolo prima della tanto decantata salita di William Matthews, nel corso delle operazioni topografiche di rilevamento dei territori del Delfinato organizzati dallo Stato Maggiore francese nel 1751. Nell'occasione la cima fu addirittura salita per ben due volte: sia dai portatori dei segnali necessari per le triangolazioni, sia dagli stessi ingegneri rilevatori. A sostegno delle sue affermazioni lo studioso francese ha presentato alcuni disegni che mostrano, in modo inequivocabile, l'installazione sulla cima dei segnali per le misurazioni. Lo studioso, inoltre, ha rimarcato un altro fatto importante. Un'operazione topografica di tale ampiezza e complessità comportava, necessariamente, un'accurata preparazione tesa a determinare preventivamente i punti base per le misurazioni, la cui accessibilità doveva essere, per forza di cose, ben nota e attestata. Esiste dunque la più che fondata possibilità che la cima del Re di Pietra sia stata raggiunta addirittura prima del 1751.
La salita del 4 luglio dell'anno successivo (1862) condotta da Francis Fox Tuckett, vide il primo cittadino italiano sulla vetta del Monviso: Bartolomeo Peyrotte, guida alpina di Bobbio Pellice, che aveva accompagnato Tuckett unitamente alle guide Peter Perrn e Michel Croz. Questa cordata fu, forse, la prima a bivaccare per una notte in vetta al Monviso.
La prima spedizione completamente italiana a raggiungere la vetta del Monviso fu quella del ministro biellese Quintino Sella nel 1863. La spedizione avrebbe dovuto avvalersi della guida di Bartolomeo Peyrotte, già pratico della via, che però rinunciò sembra perché "traumatizzato" dall'esperienza dell'anno precedente. La cordata nazionale di alpinisti, che oltre a Sella comprendeva i nobili verzuolesi Paolo e Giacinto Ballada di Saint-Robert e il deputato calabrese Giovanni Barracco, si avviò quindi accompagnata dalle tre guide alpine locali Raimondo Gertoux, Giuseppe Bouduin e Giovan Battista Abbà che però non conoscevano l'itinerario, guidati solo dalla relazione di Mathews. L'impresa, sicuramente notevole per l'epoca, fu un'abile mossa politica propagandistica di Sella volta a celebrare, anche attraverso la composizione "eterogenea" della cordata, l'Unità d'Italia appena raggiunta (1861). Sulla scia dell'immenso entusiasmo che aveva accompagnato la riuscita della scalata al Monviso, Sella fondò a Torino il Club Alpino Italiano, la più vasta associazione di alpinisti italiani.
Alessandra Boarelli, di Verzuolo, fu la prima donna che riuscì a scalare il Monviso (1864). La squadra era composta anche dalla sedicenne Cecilia Fillia di Sanfront e da tre uomini, tra i quali il vicario di Casteldelfino. Si noti che già l'anno precedente una spedizione cui partecipava la Boarelli aveva tentato la salita al Monviso, prima ancora di Quintino Sella, ma aveva dovuto ritirarsi per il maltempo.
La prima ascensione invernale fu effettuata il 22 gennaio 1878 dall'alpinista Leopoldo Barale con le guide di Balme Giuseppe e Antonio Castagneri e Antonio Bogiatto. La prima salita della parete nord-ovest fu effettuata il 12 agosto 1879 dai francesi Paul Guillemin e André Salvador de Quatrefages, con le guide Giraud Lezin e Émile Pic. La prima via su ghiaccio fu aperta sulla parete nord dall'americano W.A.B. Coolidge, con le guide Christian e Ulrich Almer, il 28 luglio 1881. Il ghiacciaio salito dalla squadra prese successivamente il nome del suo capo spedizione: ghiacciaio Coolidge.
Molti alpinisti importanti aprirono nuove vie sul Monviso; tra questi ricordiamo Guido Rey (parete est, 1887; parete nord-est, 1898), Ubaldo Valbusa (cresta est, 1902; cresta sud-est, 1903), Aldo Bonacossa e Vitale Bramani (parete ovest, 1931), Giuseppe Gagliardone (parete est del torrione di Saint-Robert, 1941), Vitale Giacoletti (diretta alla nord-est, 1955), Gian Carlo Grassi (diverse vie su Monviso e Viso di Vallanta tra gli anni settanta e ottanta). Molte delle imprese tra il 1890 e il 1930 furono accompagnate dalle guide Claudio e Giuseppe Perotti, che realizzarono così un numero considerevole di prime ascensioni.
Nel 1898 raggiunse la vetta del Monviso anche monsignor Achille Ratti, che nel 1922 sarebbe diventato Papa col nome di Pio XI. Il famoso Duca degli Abruzzi, esploratore nonché membro di casa Savoia, realizzò la seconda salita invernale della montagna nel marzo 1897, ovviamente al seguito di una spedizione molto ben attrezzata.

### Statistiche
Ogni anno il Monviso è salito da circa 2.000 alpinisti, in maggioranza italiani ma anche parecchi francesi. Nell'anno 1906, quando l'alpinismo era un'attività di élite, era stato scalato soltanto da 127 persone tra alpinisti, guide e portatori.
Il primo incidente mortale sul Viso si verificò dopo più di 30 anni dalla sua prima ascensione: il 6 agosto 1895 Giovanni Calcino, un ingegnere di Torino neolaureato, scivolò precipitando per 450 metri in quello che sarebbe stato poi ribattezzato canale Calcino, uno dei tratti più insidiosi della via normale (soprattutto in discesa). Il secondo incidente fatale avvenne a 21 anni di distanza dal primo, nel 1916. Il numero annuale dei morti sul Monviso è successivamente molto peggiorato (in media circa una o due vittime ogni anno) e ciò è dovuto a due cause fondamentali: in primo luogo l'elevata frequentazione della montagna e, secondariamente, il ricorso sempre più raro ai servizi di accompagnamento delle guide alpine.
La guida alpina di Crissolo Quintino Perotti (1906-1990), storico gestore del rifugio Sella, è stato l'uomo che ha compiuto il maggior numero di ascensioni sul Monviso, ben 749 volte in vetta alla montagna più alta delle Alpi Cozie.

### Record di velocità
- Il record ufficiale di scalata del Monviso fu stabilito l'8 settembre 2017 da Bernard Dematteis, un giovane atleta di Sampeyre, il quale partendo dal Pian del Re fece i 1 800 m di dislivello della via normale impiegando un tempo di 1 ora 40 minuti e 47 secondi, laddove un alpinista medio impiega non meno di 6 ore.[22] Il record precedente, che resisteva dal 1986, era di Dario Viale con il tempo di 1 ora 48 minuti e 54 secondi.
- Il record di salita e discesa da Pian del Re è stato stabilito il 29 agosto 2011 in 3 ore 12 minuti e 42 secondi dallo Skyrunner Paolo Bert. Partito dalla sorgente del Po alle 8:00, Bert ha impiegato 1 ora e 58 minuti per la salita e 1 ora e 14 minuti per la discesa. Il percorso ha uno sviluppo di 22 chilometri e un dislivello di 2.000 metri.[23]
- Un ulteriore record, nato negli ultimi anni, è quello di raggiungere il Monviso partendo dal paese di Piasco, in bassa Valle Varaita, e tornare in paese dopo aver raggiunto la punta del re di Pietra; attualmente il record è detenuto dall'atleta Lantermino della podistica Valle Varaita che ha percorso il tragitto in 14 ore.[senza fonte]

## Ascensione alla vetta
Il periodo più propizio per salire il Monviso al minimo di attrezzatura ed esperienza alpinistica richiesta è quello di fine estate, immediatamente precedente le prime piogge autunnali, quando ormai tutta la neve e il ghiaccio presenti sulla via si sono sciolti.

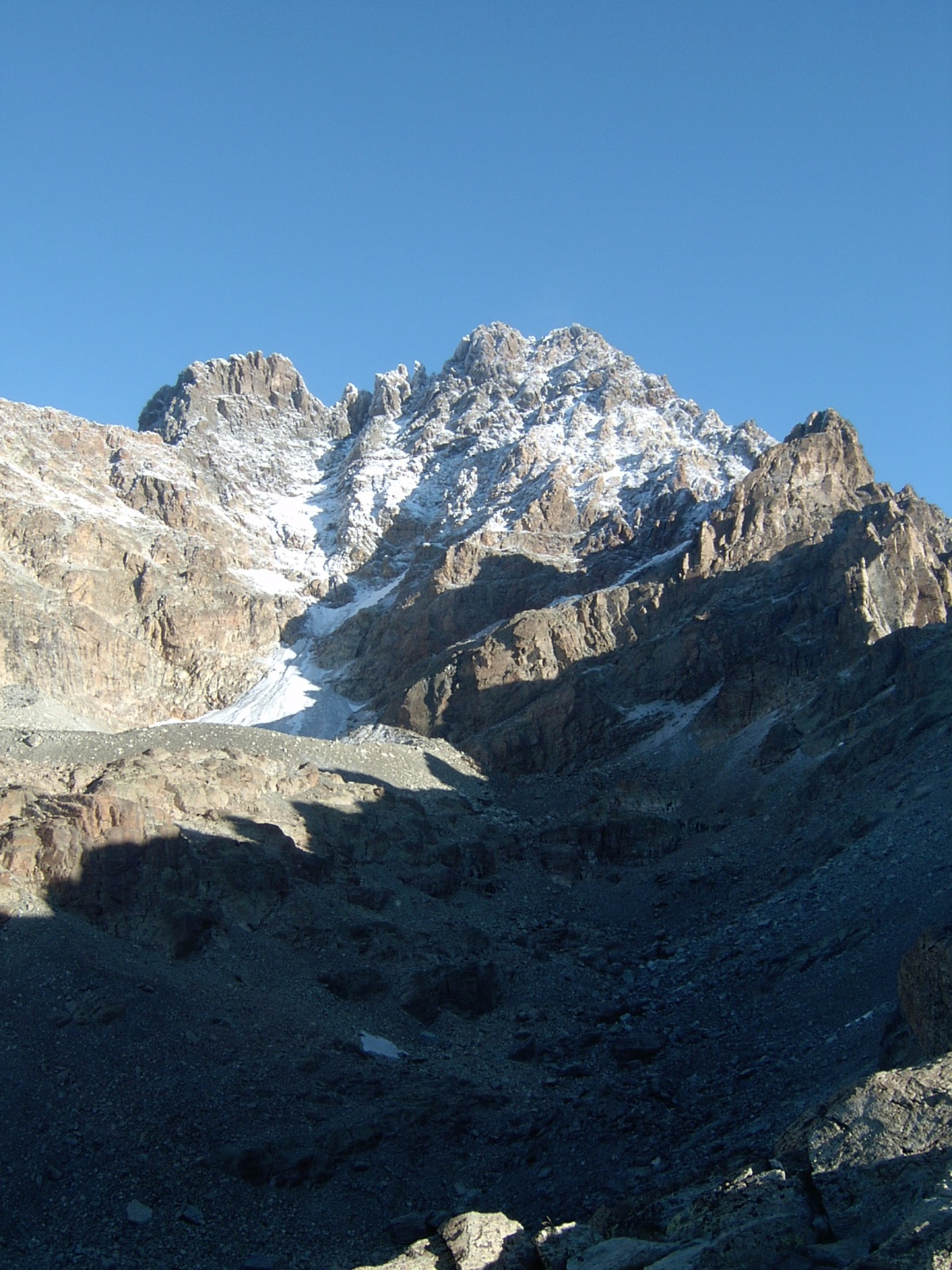
Parete sud del Monviso (via normale) dal Passo delle Sagnette

### Via normale
La via normale di ascesa al Monviso si sviluppa lungo la parete Sud, percorso non difficile e per questo molto battuto, soprattutto nei mesi estivi.
Dapprima occorre raggiungere il Rifugio Quintino Sella al Monviso (2 640 m) partendo dal Pian del Re oppure dal paese di Crissolo. Poi occorre contornare la montagna e, attraversato il Passo delle Sagnette (2 991 m), dirigersi verso la parete sud, fino a raggiungere il bivacco Andreotti.
Alternativamente si può raggiungere il bivacco Andreotti partendo dalla frazione Castello di Pontechianale, risalendo il vallone di Vallanta fino alle Grange del Rio (Vallanta) per poi salire in sinistra orografica verso il lago delle Forciolline, dove eventualmente si può pernottare al confortevole bivacco Boarelli. Da qui si raggiunge poi con camminata il più spartano bivacco Andreotti.
Superato il bivacco Andreotti (3 225 m), si attraversa brevemente per 200 m il ghiacciaio Sella quindi si attacca la parete Sud. Si sale la parete, il cui passaggio più difficile è ritenuto di grado III+, seguendo le frequenti tacche di vernice gialla fino a raggiungere la croce di vetta. Il grado di difficoltà complessivo dell'ascesa è valutato come F+/PD-.
Nel periodo tardo-estivo (fine agosto-settembre) l'uso dei ramponi e della piccozza non è generalmente ritenuto necessario. È comunque opportuno procedere legati e con il casco.

### Parete est

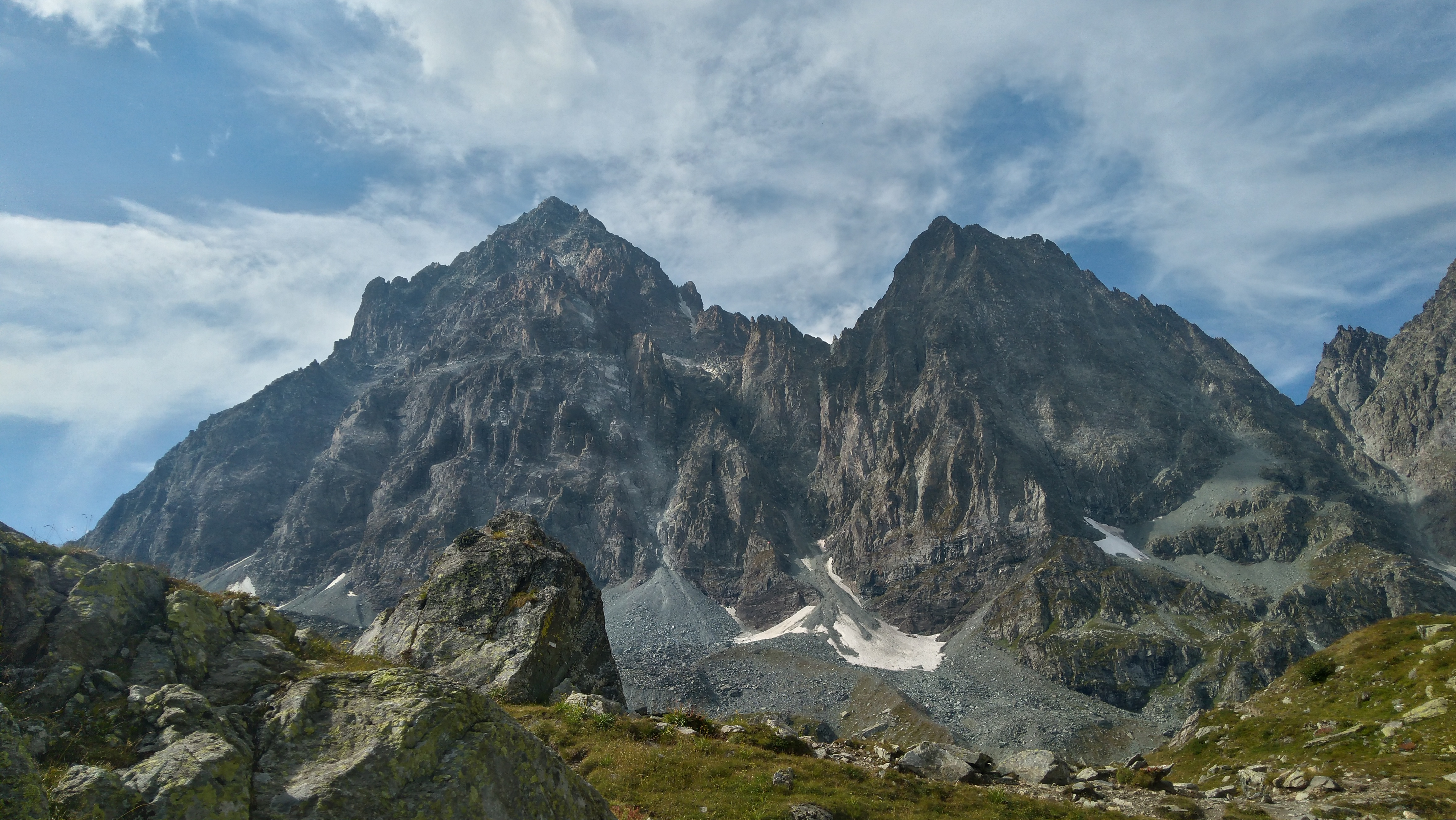
La parete est del Monviso (sx) e il Visolotto (dx)

Un secondo percorso di salita si svolge lungo la parete est. Questo percorso è alquanto più impegnativo rispetto alla via normale: è molto lungo (1 201 m di dislivello); presenta tratti fino al IV grado, ed è valutato complessivamente PD+/AD.
Partendo dal Rifugio Quintino Sella si contorna il lago Grande di Viso e, dirigendosi verso ovest, si arriva all'attacco della parete est. Si risale superando passaggi di secondo e terzo grado continui fino a giungere in vetta.
Questa via fu tentata più volte nel XIX secolo. I primi a percorrerne un tratto con successo (dal Torrione St. Robert alla vetta) furono Guido Rey e la guida Antonio Castagneri di Balme il 15 agosto 1887; la prima salita completa lungo la cresta Est fu realizzata da Elena e Adolfo Kind, Ubaldo Valbusa e Alberto Weber il 7 agosto 1902.

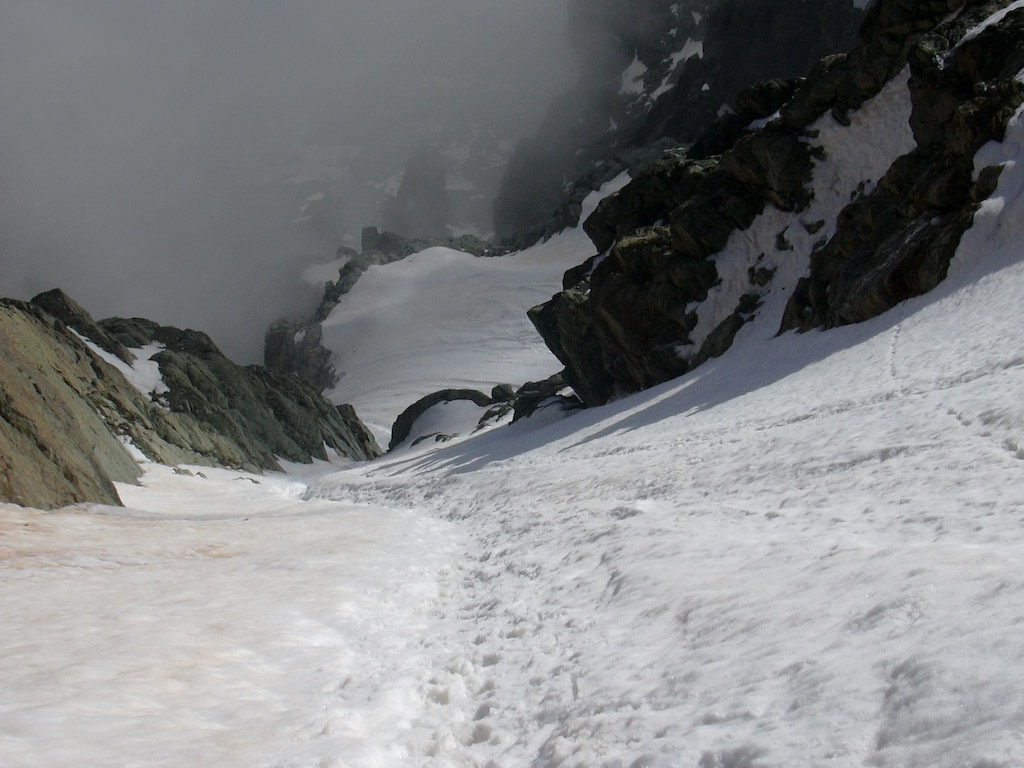
Particolare della salita al Monviso dal canale Perotti. (Parete Nord)

### Parete nord
Un percorso di salita alternativo tutt'altro che agevole si snoda lungo la parete Nord. Questa presenta in particolare il ghiacciaio Coolidge con l'omonimo canalone, lungo il quale si sviluppa la via Coolidge.
La salita lungo il canalone Coolidge fu compiuta per la prima volta dal reverendo americano William Auguste Coolidge insieme alle guide Christian Almer padre e figlio il 28 luglio 1881; la prima invernale fu compiuta Giuseppe Dionisi, Giuseppe Marchese e Franco Ribetti tra il 28 febbraio e il 1º marzo 1959. La difficoltà complessiva della via è valutata come D, con tratti in canale di ghiaccio inclinati tra 45° e 60°.
Un'altra via sulla stessa parete si sviluppa lungo lo sperone secondario nord, risalendo direttamente dal Colle delle Cadreghe oppure seguendo per un tratto il canale Perotti (dal nome del suo primo salitore, Quintino Perotti). Questa via è valutata come D+, con un passaggio di V-.
Le vie di salita lungo i canaloni della parete nord sono adatti ad alpinisti esperti e vengono percorsi generalmente nel periodo primaverile, quando cioè il manto nevoso risulta ancora compatto ma di spessore molto più ridotto e sono perciò minimi i rischi di valanghe. Si tende ad evitare anche di fare queste due vie d'estate perché, completamente fusa la neve, i suddetti canaloni si trasformano in pericolosi colatoi detritici che rovesciano continue scariche di pietre e massi sul capo degli alpinisti.

### La vetta
La cima del Monviso è situata alla convergenza dei territori comunali di Oncino, Crissolo e Pontechianale. La vetta è abbastanza ampia, potendo ospitare qualche decina di alpinisti, tanto che il 31 luglio 1877 vi venne celebrata la prima solenne Messa in onore dei 50 anni di Quintino Sella.
Nel punto più elevato è collocata una monumentale croce metallica alta quasi 3 metri che si trova lì dal 1925. Più volte smontata e restaurata nel corso degli anni, vi venne portata a pezzi da un'associazione volontaria di giovani cattolici di Racconigi in sostituzione di un'altra croce presente dal 1896. Ai piedi della croce sono deposti due grandi medaglioni in bronzo, opere di Callisto Gastaldi, su cui sono scolpite le immagini della Madonna e del Cristo Redentore.
Il panorama osservabile dalla vetta del Monviso è vastissimo: oltre al già citato caso del Duomo di Milano (peraltro impegnativo da scorgere perché presuppone la totale assenza di nebbia e l'uso di un buon cannocchiale) risulta ben evidente l'intero arco alpino occidentale, dalle Grigne lombarde passando per il Monte Rosa, il Cervino e il monte Bianco fino al monte Argentera e ai primi rilievi dell'Appennino. Si intravede anche il mar Ligure, in particolare la riviera di Levante essendo la visuale di quella di Ponente occlusa dallo sbarramento delle Alpi Marittime.

## Punti d'appoggio e rifugi intorno al Monviso

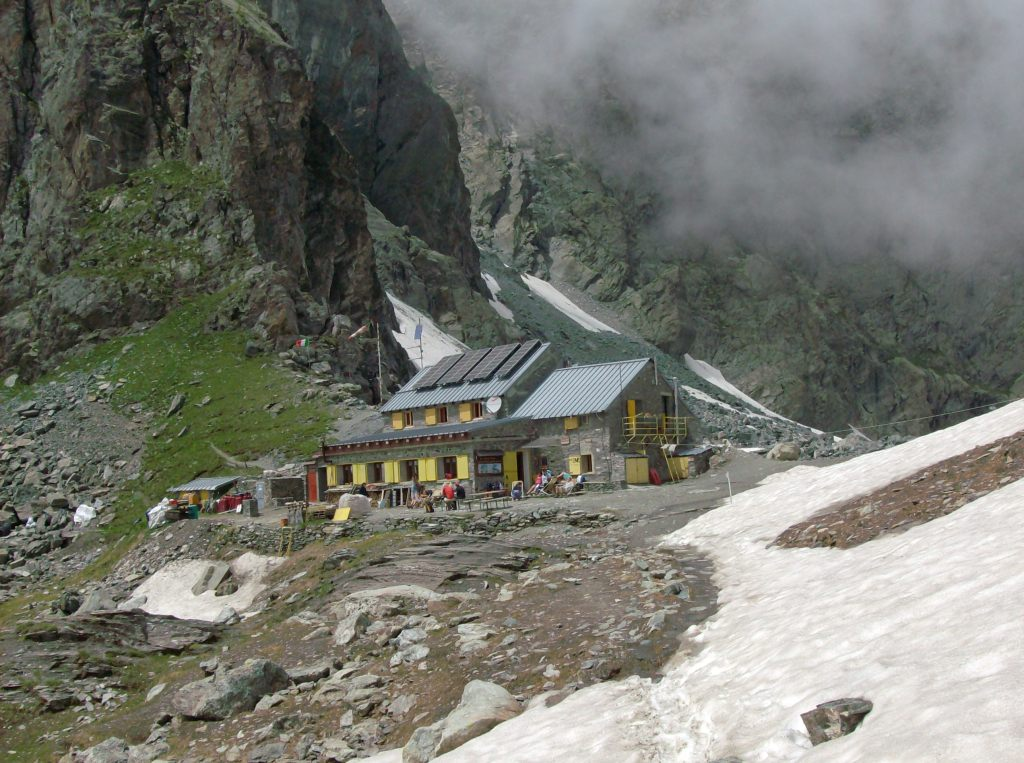
Rifugio Vitale Giacoletti

Ai piedi del Monviso vi sono alcuni rifugi alpini che offrono sia la possibilità di essere base di partenza per la salita in vetta e sia la possibilità di compiere un completo tour intorno al Monviso stesso. Essi sono:
- Rifugio Quintino Sella al Monviso (2 640 m) in alta valle Po
- Rifugio Vitale Giacoletti (2 741 m) in alta Valle Po
- Rifugio Vallanta (2 450 m) in alta Valle Varaita
- Rifugio Gagliardone (2 430 m) in alta Valle Varaita
- Rifugio Viso (2 460 m) nella Valle del Guil (Francia).
- Rifugio Alpetto (2 268 m) in alta Valle Po
- Bivacco Alessandra Boarelli, sulla via normale per il Monviso, nel comune di Pontechianale.
- Bivacco Fratelli Berardo, a un'ora di cammino dal Bivacco Boarelli, nel comune di Pontechianale.
- Bivacco Andreotti, 3 225 m.s.l., sulla via normale del Monviso, vicino al Passo delle Sagnette, sotto il Monviso.
- Bivacco Falchi Villata, sulla via Coodlige per il Monviso sul versante Nord.

### Giro di Viso
In questi ultimi anni si è diffusa l'usanza tra gli alpinisti e gli amanti del trekking di compiere il giro intorno al Monviso pernottando alcune notti nell'uno o nell'altro dei rifugi costruiti ai suoi piedi. È un modo particolarmente suggestivo di apprezzare tutta la sua grandezza e maestosità da angolature molto differenti.

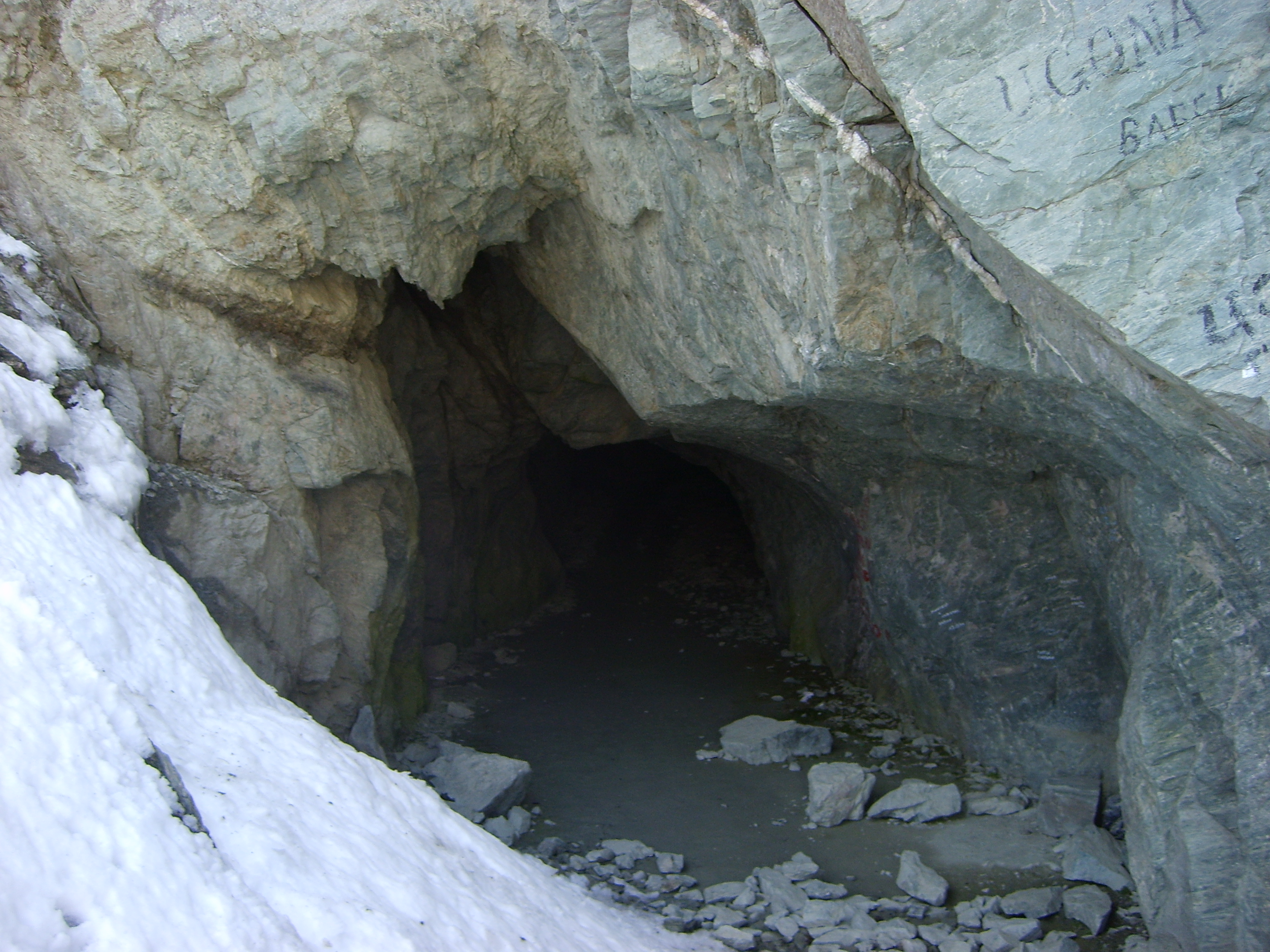
Ingresso italiano del Buco di Viso

## Cultura

### Il Buco di Viso
Poco distante dalle sue pendici, nei pressi del monte Granero, si trova il Buco di Viso, che fu il primo traforo alpino della storia. Fu fatto costruire nel 1480 da Ludovico II, Marchese di Saluzzo per facilitare i commerci del marchesato con la Francia. Attualmente è totalmente percorribile a piedi in tutti i suoi 75 metri di lunghezza, anche se si tratta di una galleria stretta e buia, sconsigliata a chi soffre di claustrofobia.

### Il Monviso nella letteratura
Il Monviso faceva parlare di sé sin dall'antichità.
Virgilio, nel decimo libro dell'Eneide, paragona Mesenzio (nemico di Enea) ad un cinghiale del Monviso:
Dante, nella Divina Commedia, parlando del fiume Montone cita anche il Monviso:
Francesco Petrarca cita il Monviso nella sua versione latina della novella di Griselda del Decameron di Giovanni Boccaccio. La novella (decima della decima giornata) è ambientata nel marchesato di Saluzzo; Petrarca ne modificò l'inizio, aggiungendo una descrizione del Monviso:
(Francesco Petrarca, de insigni obedientia et fide uxoria)
Attraverso la versione latina di Petrarca, la fama del Monviso giunge fino in Inghilterra. Infatti lo scrittore inglese Geoffrey Chaucer, nei suoi Racconti di Canterbury, riprende la stessa vicenda nel "racconto del Chierico" (The Clerk's Tale), adattandola, ma mantenendo nel prologo il riferimento al Monviso:
(Geoffrey Chaucer, The Clerk's Tale, da The Canterbury Tales)

### Leggende
Una delle più note leggende tramandate nelle valli piemontesi che riguardano il Monviso è quella del suo attraversamento da parte di Annibale e del suo esercito (elefanti compresi), diretti a Roma. Si racconta che Annibale, addentratosi fra le gole alpine alla ricerca di un valico, avesse trovato nient'altro che aspre e dirupate pareti rocciose. Stanco di tanti impedimenti ma volendo assolutamente passare, il cartaginese sperimentò un metodo singolare ed efficace per aprirsi un varco in mezzo alla montagna impervia. Fece accatastare attorno ad una rupe che sbarrava il passaggio una gran quantità di legname e diede ordine che venisse incendiato. Quando la roccia divenne rovente, la fece inondare d'aceto. Alternò fuoco e aceto più volte finché la roccia divenne frantumabile con il piccone, e lui poté passare assieme all'esercito e alla sua sete di conquista. Il luogo del valico così aperto resta ignoto anche se alcuni storici come sir Gavin de Beer suggeriscono che si tratti dell'odierno colle delle Traversette.
Secondo l'opinione di alcuni valligiani, il Monviso sarebbe la montagna raffigurata nel logo della Paramount Pictures o comunque ne sarebbe stata l'ispirazione.

## Cartografia
- Cartografia ufficiale IGM scale 1:25 000 e 1:100 000, consultabile sul Portale Cartografico Nazionale
- Sistema Informativo Territoriale della Provincia di Cuneo su base cartografica 1:10 000
- Istituto Geografico Centrale, Carta dei sentieri scala 1:50 000 n. 6, Monviso, e scala 1:25 000 n. 106, Monviso - Sampeyre - Bobbio Pellice